# فوق طبیعت (کتاب)
فوق طبیعت (به انگلیسی: Supernature: A Natural History of the Supernatural) عنوان کتابی است نوشته لیال واتسن، منتشر شده در سال ۱۹۷۳ و ترجمه شده در ایران به سال ۱۳۶۶.
لیال واتسن در این کتاب دربارهٔ مسائل فوق طبیعت که در جهان اتفاق افتاده و می‌افتد، از دیدگاه علمی، مطالعه کرده‌است. واتسن تلاش کرد توضیح معقولی از پدیده‌های فراطبیعی ارائه کند؛ و بعضی از آن‌ها را نیز از لحاظ علم تجربی فاقد راه حل می‌داند.
تأثیرات خورشید، ماه و سیارات بر انسان، امواج مغزی، تله‌پاتی، دورجابه‌جایی، هاله تابان، اشباح جنجال‌گر و… از جمله موضوعاتی است که نویسنده در این کتاب بدان پرداخته‌است.
نویسنده در مقدمه کتاب می‌نویسد:
 پنجاه سال قبل، طبیعی دانان تا همین اندازه مشاهده کرده بودند که خفاش پروانهٔ کرم‌های شب تاب را شکار می‌کند. بعد از آن کشف شد که خفاش اصواتی تولید می‌کند که برای گوش بشر غیرقابل تشخیص است و از انعکاس این اصوات برای یافتن محل شکار استفاده می‌کند. حال معلوم شده‌است که در پروانه‌ها نیز، گوش‌هایی مختص شنیدن همین اصوات به وجود آمده‌است. برای مقابله با این امتیاز، خفاش مسیر پرواز نامشخصی اختیار می‌کند تا پروانه‌ها را گیج کند، و پروانه‌ها نیز به نوبهٔ خود دارای یک وسیلهٔ ردیابی مافوق صوت شده‌اند که حتی این حرکت نامشخص خفاش را نیز تشخیص می‌دهند. با وجود این هنوز خفاش قادرست که این پروانه‌ها را شکار کند. زمان بیشتری لازم است تا محققان بتوانند گام بعدی را در این بازی متداوم طبیعت کشف کنند.
واتسن می‌افزاید ماوراء طبیعت را معمولاً وقایعی تعریف می‌کنند که با نیروهای شناخته شده طبیعی قابل توضیح نباشد ولی فوق طبیعت تعریف بدون مرزی دارد.

## مطالب اصلی
این کتاب شامل جهار بخش اصلی است:

### بخش اول: کیهان

#### فصل اول -قانون و نظمکیهانی
- زمین و حیات
- تأثیرات ماه
- تأثیرات خورشید

#### فصل دوم - انسان و کیهان
- انسان و ماه
- انسان و خورشید
- انسان و سیارات
- طالع‌بینی

#### فصل سوم - فیزیک حیات
- میدان‌های حیاتی
- امواج مغزی
- تشدید

نویسنده در این قسمت به قدرت هرم اشاره کرده که به‌طور مثال مدل مقوایی آن می‌تواند تیغ صورت تراشی را تیز کند.
- زیست‌فیزیک

### بخش دوم: ماده

#### فصل چهارم - ذهن برفراز ماده
- پسیکوکینه‌سیس (سایکوکینه‌سیس)
- نیروی اراده
- هاله تابان
- اشباح جنجال‌گر

#### فصل پنجم - ماده و جادو
- اندیشه‌نگری
- رویت بدون چشم
- روان‌سنجی
- کیمیا

### بخش سوم - ذهن

#### فصل ششم - علائم ذهن
- کف‌بینی
- خط‌شناسی
- سیماشناسی
- جمجمه‌شناسی

1. فصل هفتم - جذبه

- هیپنوتیزم
- خودتلقینی
- رؤیا
- توهم

#### فصل هشتم - ذهن کیهانی
- تله‌پاتی
- شهود
- روشن‌بینی
- جادوگری

### بخش چهارم: زمان

#### فصل نهم - ابعاد جدید
- زمان
- پیش‌بینی
- ارواح
- زیست‌شناسی کیهانی

نویسنده در این قسمت نگاهی اجمالی به نظر اریک فون دنیکن در کتاب ارابه خدایان می‌اندازد. اما آنرا به عنوان یک موضوع طبیعی (نه فوق طبیعی) بیان می‌کند و عقیده دارد که ما (انسانها) نباید علوم و دانش گذشتگان خود را به موجودات گذرنده (فرازمینی) نسبت دهیم.

## دربارهٔ نویسنده

لیال واتسن نویسنده کتاب فوق طبیعت

لیال واتسن در آفریقای جنوبی متولد شد و در هلند و آلمان در رشته گیاه‌شناسی، حیوان‌شناسی، زمین‌شناسی تحصیل کرد. وی دارای دکترای رشته رفتار حیوانات بود.